# Lloma Llarga-Terramelar (metropolitana di Valencia)
Lloma Llarga-Terramelar è una stazione della linea 4 della metropolitana di Valencia, inaugurata il 20 dicembre 2005. Si trova in Calle Alfábega a Paterna, accanto alla CV-365, dove sono presenti due banchine su entrambi i lati dei binari del tram. Ha questo nome perché si trova tra i quartieri di Lloma Llarga e Terramelar.
Fa parte del ramo che collega Lloma Llarga-Terramelar con Empalme, essendo una dei capolinea della linea 4.